# سوان ارلود
سوان أرلود ، من مواليد عام 1981
 ولد في فونتيناي أو روز ، هو ممثل فرنسي .
بدأ مسيرته التمثيلية في عمر مبكر جدًا. اقتصرت حياتها المهنية لفترة طويلة على الأدوار الثانوية على الشاشة الصغيرة والكبيرة، وبدأ بداية جديدة في عام 2016 : بعد أن لعب في "لا السماء ولا الأرض" Ni le ciel ni la terre لكليمنت كوجيتور ، ظهر في قائمة الكشف Révélations لأكاديمية قيصر Académie des César وتم ترشيحه في نفس العام لجائزة جائزة سيزار لأفضل ممثل صاعد بفضل أدائه في الفوضويون Les Anarchists بواسطة إيلي واجيمان .

## المذكرات و المراجع
1. ↑   https://www.academie-cinema.org/palmares/. {{استشهاد ويب}}: |url= بحاجة لعنوان (مساعدة) والوسيط |title= غير موجود أو فارغ (من ويكي بيانات) (مساعدة)